# Kristianstads IK
Kristianstads IK (KIK) är en ishockeyklubb från Kristianstad som bildades 1966. Sedan säsongen 2024/2025 spelar klubben i Hockeytvåan.
Kristianstads ishall restes först 1969, varför klubben spelade sina första säsonger på utomhusrink. Under 2007 gjordes en om- och tillbyggnad av ishallen.
Laget tränas av Peter Johansson med Nick Sörensen som assisterande tränare sedan säsongen 2023/2024.
Förre Stanley Cup-vinnaren och numera tränare i Philadelphia Flyers, John Tortorella spelade i Kristianstad under en säsong (1981-1982).
Säsongen 2018/2019 slutade Kristianstads IK tvåa i Kvalserien till Hockeyallsvenskan och avancerade därmed för första gången i klubbens historia till Hockeyallsvenskan. 
Klubben har satsat mycket på sina egna spelare samt juniorer och KIK hade hela 17 stycken egna produkter i A-laget säsongen 2005/2006.
Den 7 mars 1995 spelades playoff till division 1 mellan Olofströms IK och Kristianstads IK och matchen varade i hela sex perioder och 13 minuter innan Roman Steblecki kunde avgöra till Kristianstads fördel. Matchen slutade 3-4 och var vid tillfället Sveriges längsta ishockeymatch. Idag rankas den som den näst längsta.

## Säsonger
| Säsong    | Division            | Placering | Vårserie                  | Kval/Playoff                                                                                    |
| --------- | ------------------- | --------- | ------------------------- | ----------------------------------------------------------------------------------------------- |
| 1999/2000 | Division 1 Södra B  | 5         | 2:a i vårserien           | 3:a i Playoff Södra A                                                                           |
| 2000/2001 | Division 1 Södra B  | 6         | 3:a i vårserien           |                                                                                                 |
| 2001/2002 | Division 1 Södra B  | 5         | 2:a i vårserien           | 2:a i Kval till Division 1 Södra, grupp B                                                       |
| 2002/2003 | Division 1 Södra    | 10        |                           | 4:a i Kval till Division 1 Södra grupp B, nerflyttade                                           |
| 2003/2004 | Division II Södra B | 2         |                           | 6:a i Kval till Division 1 Södra, grupp B                                                       |
| 2004/2005 | Division II Södra B | 1         |                           | 2:a i Kval till Division 1 Södra grupp 2, uppflyttade                                           |
| 2005/2006 | Division 1F         | 6         |                           |                                                                                                 |
| 2006/2007 | Division 1F         | 2         | 2:a i Allettan Västra     | Playoff: Utslagna av Väsby IK                                                                   |
| 2007/2008 | Division 1F         | 5         | 1:a i vårserien           | Playoff: Utslagna av Tranås AIF                                                                 |
| 2008/2009 | Division 1F         | 7         | 4:a i vårserien           |                                                                                                 |
| 2009/2010 | Division 1F         | 6         | 3:a i vårserien           |                                                                                                 |
| 2010/2011 | Division 1F         | 1         | 2:a i Allettan Södra      | Utslagna mot Karlskrona HK i Playoff 2                                                          |
| 2011/2012 | Division 1F         | 1         | 7:a i Allettan Södra      |                                                                                                 |
| 2012/2013 | Division 1F         | 3         | 7:a i Allettan Södra      |                                                                                                 |
| 2013/2014 | Division 1F         | 5         | 1:a i fortsättningsserien | Playoff: Vinner mot Mariestad och Hudiksvall; utslagna mot Piteå                                |
| 2014/2015 | Hockeyettan Södra   | 1         | 5:a i Allettan Södra      | Playoff: Vinner mot Helsingborg; utslagna mot Tingsryd                                          |
| 2015/2016 | Hockeyettan Södra   | 5         | 1:a i vårserien           | Playoff: Vinner mot Huddinge och Östersund; utslagna mot Södertälje                             |
| 2016/2017 | Hockeyettan Södra   | 2         | 2:a i Allettan Södra      | Playoff: Vinner mot Nybro Vikings och Vimmerby 3:a i Kvalserien till Hockeyallsvenskan          |
| 2017/2018 | Hockeyettan Södra   | 2         | 2:a i Allettan Södra      | Playoff: Vinner mot Tranås; utslagna mot Västerås                                               |
| 2018/2019 | Hockeyettan Södra   | 4         | 2:a i Allettan Södra      | Playoff: Vinner mot Segeltorp och Vimmerby 2:a i kvalserien till Hockeyallsvenskan, uppflyttade |
| 2019/2020 | Hockeyallsvenskan   | 13        |                           | Kvalserien inställd                                                                             |
| 2020/2021 | Hockeyallsvenskan   | 14        |                           | Play out: Besegrar Väsby                                                                        |
| 2021/2022 | Hockeyallsvenskan   | 6         |                           | Slutspel: Utslagna av Modo                                                                      |
| 2022/2023 | Hockeyallsvenskan   | 11        |                           | nerflyttade                                                                                     |
| 2023/2024 | Hockeyettan Södra   | 2         |                           | nerflyttade                                                                                     |
| 2024/2025 | Hockeytvåan         |           |                           |                                                                                                 |

Anmärkningar
1. ↑  Inför säsongen 2023/24 nekades KIK elitlicens och flyttades därför ner till Hockeyettan.[5]
2. ↑  Inför säsongen 2024/25 nekas KIK återigen elitlicens och flyttas nu ner till Hockeytvåan.[6]

## Kända KIK-spelare i andra lag
- Timothy Liljegren (Toronto Maple Leafs)
- Carl Persson (Malmö Redhawks)
- Joel Persson (Växjö Lakers)
- Axel Wemmenborn (Graz 99ers)

### Fotnoter
1. ↑  Wilmer Andersson (3 april 2017). ”"Dumpade mig – utan pengar eller kläder"” (på svenska). Expressen. https://www.expressen.se/sport/hockey/nhl/dumpade-mig--utan-pengar-eller-klader/. Läst 13 mars 2018.
2. ↑  ”FAKTA: Längsta matcherna i svenska hockeyhistorien”. 2 april 2019. https://sverigesradio.se/artikel/7190925. Läst 15 augusti 2023.
3. ↑  Lena Carlin, red (2004). ”Division II”. Årets ishockey 2004 (Vällingby: C A Strömberg AB):  sid. 212-214. ISSN 0347-2221.
4. ↑  Lena Carlin, red (2005). ”Division II”. Årets ishockey 2005 (Vällingby: C A Strömberg AB):  sid. 210. ISSN 0347-2221.
5. ↑  ”Beskedet – Kristianstad flyttas ned * Avslår överklagandet * Kalmar får platsen i HockeyAllsvenskan”. hockeyettan.se. 13 juli 2023. https://www.hockeyettan.se/2023/07/13/kristianstad-flyttas-ned/. Läst 23 juli 2023.
6. ↑  ”Saknade över en miljon – men fortsatte värva: 'Sjukt'”. Hockeynews. 12 juli 2024. https://hockeynews.se/nyheter/saknade-ver-en-miljon--men-fortsatte-vrva-sjukt. Läst 2 december 2024.